# Onthophagus chremes
Onthophagus chremes là một loài bọ cánh cứng trong họ Bọ hung (Scarabaeidae).